# Girl 6 - Sesso in linea
Girl 6 - Sesso in linea (Girl 6) è un film del 1996 diretto da Spike Lee e scritto da Suzan-Lori Parks. È stato presentato fuori concorso al 49º Festival di Cannes.
Il cast principale è formato da Madonna, Theresa Randle, Isaiah Washington, Naomi Campbell e lo stesso Spike Lee. Il film si avvale di molti camei d'autore, quali Ron Silver, Halle Berry e Quentin Tarantino, ognuno nel ruolo di sé stesso.
La pellicola riportò Spike Lee ai temi del suo secondo film, Lola Darling, ma con una prospettiva diversa. «Contrariamente a Nola, che è una donna libera e pienamente realizzata, mossa da uno spirito pressoché inestinguibile, la girl 6 è ancora alla ricerca di un'identità», asserì Lee.

## Trama
Judy è una giovane attrice afroamericana che lotta per affermarsi a New York. Ha frequentato la New York University, sa cantare, ballare, recitare e ha anche fatto qualche esperienza in teatro. Il suo manager Murray le consiglia di fare un provino per il celebre regista Quentin Tarantino, che vuole girare un film con attori afroamericani e vuole dare la parte principale a una giovane donna nera. Recatasi al provino, Judy propone il suo repertorio; ad un tratto Tarantino le propone di sbottonarsi il vestito e di fargli vedere il seno: Judy è imbarazzata ma dopo un tentennamento compie l'azione, però poi si allontana. Parla dell'accaduto a Murray, che la liquida irritato e si rifiuta di rappresentarla in altre occasioni.
Successivamente Judy parla anche con la sua insegnante di recitazione, che le urla di crescere, di rispettare di più la propria arte e soprattutto di pagare la rata della scuola. Dato che Judy non dispone dei soldi viene cacciata. Per mantenersi, Judy compie lavori saltuari come distribuire volantini. Un giorno nota sul giornale un annuncio di una società che promette denaro facile a ragazze dalla bella voce e dal carattere spigliato. Judy risponde all'annuncio e quindi incontra Lil, per un colloquio. Lil le spiega che il lavoro consiste nel fare sesso via telefono, in ufficio, insieme ad altre ragazze. Judy risponde che ci deve pensare e fa un secondo provino, in cui un uomo le propone di farsi guardare nuda, mentre si muove, attraverso un vetro.
Judy rifiuta nuovamente, quindi risponde a un terzo annuncio. Si reca in uno strip club, gestito da una donna bianca. Questa le propone di copulare al telefono, da casa. Judy vorrebbe accettare, ma dice alla donna che non ha una propria linea telefonica. Judy abita da sola: il suo vicino di casa è Jimmy, un ragazzo perennemente senza soldi appassionato di baseball, che colleziona figurine autografate e altro materiale, soprattutto dei Brooklyn Dodgers. I due sono molto amici e si scambiano consigli. Quando Judy viene assunta da Lil diventa la girl 6. Comunica la notizia a Jimmy, che la invita a riflettere e a pensare alla sua carriera artistica. Judy gli risponde che per lei il sesso telefonico è una forma di recitazione, che le permette di mettere da parte dei soldi per approdare a Hollywood.
Un giorno Judy incontra il suo ex marito, un cleptomane dalla vivida fantasia. Alla televisione Judy ascolta la notizia di una bambina di otto anni, Angela King, caduta nella tromba dell'ascensore mentre giocava. Colpita dal fatto, Judy inizia a identificarsi nella bambina e cerca avidamente ogni nuova notizia sul caso, fino a immaginare di cadere nel vuoto lei stessa. Quando lavora, Judy interpreta molti personaggi: il suo preferito è Lovely, la ragazza della porta accanto. Lovely è la ragazza preferita di Bob Regular, che la chiama spesso e si confida con lei. A poco a poco Judy dimentica che tutto questo fa parte del lavoro e si fa coinvolgere, fino a sognare una storia d'amore con Bob e a dargli il proprio numero di telefono.
Quando lui la chiama e le dà un appuntamento lei accetta e si reca sul luogo, ma quando Bob arriva e vede che è una ragazza nera, mentre lui è un bianco, tira dritto e se ne va. Judy inizia a lavorare a ritmi folli. Le telefonate iniziano a farsi più spinte e lei non ha più inibizioni. Una sera accetta un invito a cena da parte dell'ex marito. Judy gli spiega in cosa consiste il suo lavoro e gli dà una dimostrazione pratica. Eccitato, lui vorrebbe tornare insieme a lei che però rifiuta. Un giorno, al lavoro, durante una pausa una sua collega (Naomi Campbell), le passa uno spinello e Judy si sente male, mettendosi a piangere. Lil la vede in quello stato e le consiglia di prendersi un periodo di riposo. Ma Judy vuole continuare quello che per lei si è trasformato in un pericoloso gioco. Chiama la donna del terzo annuncio e si mette a lavorare da casa.
Al limite della follia, Judy interpreta vari personaggi: Telma de I Jefferson, Dorothy Dandridge e Foxy Brown. Inoltre alcuni clienti psicopatici iniziano a minacciarla di morte. Uno dice di sapere dove abita e inizia a tormentarla. Judy capisce che è ora di finirla. Annuncia così a Jimmy che andrà a Los Angeles, per tentare di sfondare nel mondo del cinema. Una parte dei soldi che ha guadagnato al telefono li porta personalmente ad Angela King, che è uscita dall'ospedale e si ritrova su una sedia a rotelle. Con un lungo bacio, sotto una pioggia di telefoni, Judy dice addio all'ex marito. Recatasi a Los Angeles, fa un provino per un regista che le chiede di mostrargli il seno. Judy recita il suo monologo, quindi rifiuta di spogliarsi. Si allontana orgogliosa e attraversa la strada, in direzione di un cinema dove si proietta un film: Girl 6.

## Produzione
La genesi di Girl 6 risale alla fine delle riprese di Clockers, girato da Spike Lee nel 1995. L'idea era di fare un film sull'industria del sesso telefonico. Lisa Jones, figlia del poeta Amiri Baraka, presentò al regista la giovane drammaturga e scrittrice afroamericana Suzan-Lori Parks. Lee la incontrò e dopo aver letto un suo testo teatrale la incaricò di scrivere la sceneggiatura del suo film. Inizialmente Spike Lee si rivolse al produttore Harvey Weinstein, che si disse d'accordo a collaborare con il regista afroamericano e quindi a co-produrre il film con la sua Miramax. Ma in seguito Weinstein disse a Lee che se Halle Berry non avesse avuto un ruolo maggiore la Miramax si sarebbe ritirata. Quello fu il primo di una serie di disaccordi che portarono all'annullamento della collaborazione tra i due.

### Cast
Per il ruolo della protagonista, in un primo momento Spike Lee aveva pensato a Jada Pinkett Smith, ma alla fine scelse Theresa Randle che aveva interpretato dei ruoli minori in Jungle Fever e in Malcolm X. Per il ruolo dell'insegnante di recitazione di Judy, Lee volle una vera insegnante, Susan Batson. Sul set la Batson ebbe anche il ruolo di consulente tecnico, dando consigli agli altri attori. Girl 6 fu l'ultimo film in cui Spike Lee interpretò un ruolo importante, interpretando Jimmy, il miglior amico di Judy. Inoltre appare nella sequenza in cui Judy immagina di essere la figlia dei Jefferson, nei panni del signor Jefferson. Dopo questo film, Lee apparve sempre meno nei suoi film, decidendo di dedicarsi solamente alla regia.
Per il ruolo di "regista più promettente di Hollywood", Spike Lee chiamò Quentin Tarantino, allora sulla cresta dell'onda grazie al successo del suo Pulp Fiction. «Gli telefonai per chiedergli se la parte lo interessava e lui accettò. Per il ruolo non gli offrivo uno stipendio, in sostanza mi stava facendo un favore», asserì il regista. Prima dell'inizio delle riprese i due registi avevano avuto un diverbio. Lee aveva pubblicamente criticato Tarantino per l'uso ritenuto eccessivo della parola "negro" nei suoi film. Scrivendo la parte offerta a Tarantino, Lee scrisse dei dialoghi che ironizzavano sulla "pretesa" di Tarantino di essere il regista più in sintonia con gli afroamericani. In una battuta, ad esempio, dice: «Questo sarà il più importante film romantico afroamericano della storia del cinema. Diretto da me, ovviamente».

### Riprese
Il film fu girato nell'aprile del 1995, con un budget di 12 milioni di dollari. Le location furono New York e Los Angeles. Spike Lee decise di visualizzare la progressiva perdita della realtà di Judy inserendo delle sequenze in cui la ragazza immagina di rivivere alcune situazioni di film e serie televisive entrate nell'immaginario afroamericano: l'idea venne a Suzan-Lori Parks. Le scene riguardanti i clienti telefonici di Judy furono girate su un video ad alta definizione, mentre quelle di Judy in 35 mm: ciò per creare una disparità che favorisse il personaggio di Judy. Spike Lee inserì nel film molti riferimenti a Jackie Robinson, il primo afroamericano a diventare giocatore professionista di baseball. Il regista aveva cercato molte volte di fare un film su Robinson, ma non ci riuscì mai.

## Accoglienza
Il film uscì nelle sale cinematografiche statunitensi il 22 marzo 1996 e incassò solamente 4939939 $, rivelandosi l'ennesimo flop commerciale di Spike Lee, dopo quelli di Crooklyn e Clockers.

### Critiche
Il film non fu per niente gradito dalla critica cinematografica statunitense. Alcuni critici rimproverarono al regista una scarsa identificazione tra lo spettatore e la protagonista e il segmento centrale del film, imperniato sui clienti, ritenendolo strascicato. Jak Kroll, su Newsweek, fu uno dei pochi che apprezzò il film: «Girl 6 è uno dei film più impudentemente coinvolgenti di Spike Lee», scrisse.
In Italia, Giulia D'Agnolo Vallan scrisse su il manifesto: «Laddove Lola Darling era una specie di blocco di granito con pelle di velluto e curve, la girl 6 è fatta di plastilina. Infatti, e questo sorprende da parte di un regista spesso manicheo, questa è una vignetta sulla crisi d'identità», mentre per Fernanda Moneta «è evidente che attraverso il percorso di Judy, Lee ha modo di parlare di se stesso, del proprio rapporto con il mercato cinematografico, volgare e antiartistico».
Spike Lee reagì alle critiche così: «Girl 6 è un film molto sperimentale, e il meno apprezzato, ingiustamente, di tutti i miei film». Il co-produttore Jon Kilik attribuì il flop ad un problema di marketing: «È un film molto complesso. In senso stretto non è né un film comico né un film drammatico. Noi l'abbiamo pubblicizzato come commedia, il che è fuorviante. Gli spettatori hanno visto un film che non rispondeva alle loro aspettative».

## Colonna sonora
La colonna sonora del film fu scritta e interpretata da Prince, e contiene i seguenti brani:
1. She Spoke 2 Me (Prince)
2. Housequake (Prince)
3. How Come U Don't Call Me Anymore (Prince)
4. Adore (Prince)
5. Sign O' The Times (Prince)
6. Hot Thing (Prince)
7. Don't Talk 2 Strangers (Prince)
8. The Cross (Prince)
9. Raspberry Beret (Prince)
10. Take Me With U (Prince)
11. Girls and Boys (Prince)
12. Erotic City (Prince)
13. 17 Days (Prince & The Revolution)
14. Nasty Girl (Jamie Starr)
15. Power Fanatic (Prince)
16. Sometimes It Snows In April (Prince)
17. Pink Cashmere (Prince)
18. Nothing Compares 2 U (Prince)
19. Count The Days (The New Power Generation)
20. 4 The Tears In Your Eyes (Prince)
21. Girl 6 (Prince)
22. Screams of Passion (Jamie Starr)

## Collegamenti ad altre pellicole
- Durante le tre sequenze in cui Judy immagina di interpretare alcuni personaggi cinematografici o televisivi, vengono citati Foxy Brown, diretto da Jack Hill nel 1974, Cleopatra Jones: licenza di uccidere, diretto da Jack Starrett nel 1973, Carmen Jones, diretto da Otto Preminger nel 1954 e la serie de I Jefferson.
- Durante l'incipit del film, Judy recita lo stesso monologo di Nola nel finale di Lola Darling, diretto da Spike Lee nel 1986.
- In una sequenza, Murray, l'agente di Judy, dice: «Sharon Stone ha spalancato le gambe e guarda dov'è arrivata, adesso!», chiaro riferimento a Basic Instinct, diretto da Paul Verhoeven nel 1992.
- Per la sequenza in cui Judy saluta l'ex marito prima di recarsi a Los Angeles, Lee visualizzò la scena in modo surreale, con la coppia vestita di bianco che si bacia sotto una pioggia di telefoni. Per questa sequenza, Spike Lee si ispirò a Sid & Nancy, diretto da Alex Cox, in cui c'è una sequenza che vede Sid e Nancy baciarsi mentre dal cielo piovono rifiuti.[2]